# Championnats du monde de pétanque 2002
Navigation
Édition précédente Édition suivante
Les championnats du monde de pétanque 2002 est une édition des championnats du monde de pétanque. 

## Présentation
Cette compétition constitue la 38e édition des triplettes séniors, la 3e édition en tir de précision sénior, la 8e édition des triplettes séniors féminines et la 1er édition du tir de précision sénior féminine. Elle se déroule à Grenoble (France) en octobre 2002 pour les triplettes séniors et le tir de précision sénior. Elle se déroule à La Tuque (Canada) en juillet 2002 pour les triplettes séniors féminines et le tir de précision sénior féminine.

## Résultats àGrenoble(France)[1],[2],[3]

### Triplette sénior

#### Troisième tour

##### Poule A
| Match   | Gagnant   | Score | Perdant   |
| Match 1 | France    | 13-1  | Thaïlande |
| Match 2 | France    | 13-2  | Algérie   |
| Match 3 | Thaïlande | bat   | Algérie   |

##### Poule B
| Match   | Gagnant       | Score | Perdant  |
| Match 1 | Côte d'Ivoire | 13-5  | Belgique |
| Match 2 | Suède         | 13-8  | Belgique |
| Match 3 | Côte d'Ivoire | bat   | Suède    |

##### Poule C
| Qualifiés        | Eliminés            |
| Maroc et Tunisie | Cameroun et Sénégal |

##### Poule D
| Match   | Gagnant    | Score | Perdant  |
| Match 1 | Madagascar | 13-12 | France 2 |
| Match 2 | Pays-Bas   | bat   | Espagne  |
| Match 3 | Espagne    | 13-8  | France 2 |
| Match 4 | ?          | -     | ?        |
| Match 5 | ?          | -     | ?        |

#### Phase finale
| Nation     | Score | Nation        |
| ---------- | ----- | ------------- |
| France     | 13-2  | Côte d'Ivoire |
| Maroc      | 13-7  | Tunisie       |
| Madagascar | 13-8  | Espagne       |
| Thaïlande  | 13-0  | Suède         |

| Nation | Score | Nation     |
| ------ | ----- | ---------- |
| France | 13-12 | Thaïlande  |
| Maroc  | 13-11 | Madagascar |

| Nation    | Score | Nation     |
| --------- | ----- | ---------- |
| Thaïlande | 13-4  | Madagascar |

| Nation | Score | Nation |
| ------ | ----- | ------ |
| France | 15-2  | Maroc  |

### Tir de précision sénior

#### Éliminatoires
| Nation                       | Score | Nation                          |
| ---------------------------- | ----- | ------------------------------- |
| Philippe Quintais            | 62,-? | François N'Diaye Sénégal        |
| Gabriel Vallese              | 35-18 | Boodho Maurice                  |
| Charles Weibel               | 32-23 | Barick Mauritanie               |
| Jean-Jacky Randrianandrasana | bat   | Thaloengkiat Phusa-Ad Thaïlande |

| Nation                       | Score | Nation                     |
| ---------------------------- | ----- | -------------------------- |
| Philippe Quintais            | bat   | Gabriel Vallese Luxembourg |
| Jean-Jacky Randrianandrasana | bat   | Charles Weibel Belgique    |

| Nation            | Score | Nation                                  |
| ----------------- | ----- | --------------------------------------- |
| Philippe Quintais | bat   | Jean-Jacky Randrianandrasana Madagascar |

## Résultats àLa Tuque(Canada)[3]

### Triplette sénior féminine

#### Phase finale
| Nation    | Score | Nation     |
| --------- | ----- | ---------- |
| Allemagne | 13-9  | France     |
| Suède     | bat   | Madagascar |
| Maroc     | bat   | Belgique 2 |
| Thaïlande | bat   | ?          |
| Belgique  | bat   | ?          |
| Israël    | bat   | ?          |
| Espagne   | bat   | ?          |
| Pays-Bas  | bat   | ?          |

| Nation    | Score | Nation    |
| --------- | ----- | --------- |
| Thaïlande | 13-9  | Belgique  |
| Maroc     | 13-4  | Israël    |
| Espagne   | 13-6  | Allemagne |
| Pays-Bas  | 13-3  | Suède     |

| Nation    | Score | Nation   |
| --------- | ----- | -------- |
| Espagne   | 13-2  | Pays-Bas |
| Thaïlande | bat   | Maroc    |

| Nation | Score | Nation   |
| ------ | ----- | -------- |
| Maroc  | 13-7  | Pays-Bas |

| Nation  | Score | Nation    |
| ------- | ----- | --------- |
| Espagne | 15-11 | Thaïlande |

### Tir de précision sénior féminine
| Nation            | Score | Nation                   |
| ----------------- | ----- | ------------------------ |
| Yolanda Matarranz | bat   | Cynthia Quennehen France |
| Eva Carlson       | bat   | Maryse Bergeron Canada   |

| Nation            | Score | Nation            |
| ----------------- | ----- | ----------------- |
| Yolanda Matarranz | bat   | Eva Carlson Suède |

## Podiums
| Épreuve                          | Or                                                                    | Argent                                                                        | Bronze                                                          |
| -------------------------------- | --------------------------------------------------------------------- | ----------------------------------------------------------------------------- | --------------------------------------------------------------- |
| Triplette sénior                 | Henri Lacroix - Philippe Quintais - Eric Sirot - Philippe Suchaud     | Hafid Alaoui - Ouadi Elchmi - Rachid Habchi - Youssef Saissi                  | Thaloengkiat Phusa-Ad - Niklum Vinai - Tasuti Yunki             |
| Tir de précision sénior          | Philippe Quintais                                                     | Jean-Jacky Randrianandrasana                                                  | Charles Weibel                                                  |
| Tir de précision sénior          | Philippe Quintais                                                     | Jean-Jacky Randrianandrasana                                                  | Gabriel Vallese                                                 |
| Triplette sénior féminine        | Jéronima Ballesta - Maria-José Diaz - Yolanda Matarranz - Maria Perès | Noknoi Youngcham - Mammad Waraporn - Thongsri Thamakord - Yanin Lertwisetkaew | Asmaa Bernoussi - Latifa Ouaba - Ouissai Khoubane - Hajar Fahmi |
| Tir de précision sénior féminine | Yolanda Mattaranz                                                     | Eva Carlson                                                                   | Maryse Bergeron                                                 |
| Tir de précision sénior féminine | Yolanda Mattaranz                                                     | Eva Carlson                                                                   | Cynthia Quennehen                                               |

## Tableau des médailles
| Rang  | Nation     | Or | Argent | Bronze | Total |
| ----- | ---------- | -- | ------ | ------ | ----- |
| 1     | France     | 2  | 0      | 1      | 3     |
| 2     | Espagne    | 2  | 0      | 0      | 2     |
| 3     | Maroc      | 0  | 1      | 1      | 2     |
| 3     | Thaïlande  | 0  | 1      | 1      | 2     |
| 5     | Madagascar | 0  | 1      | 0      | 1     |
| 5     | Suède      | 0  | 1      | 0      | 1     |
| 7     | Belgique   | 0  | 0      | 1      | 1     |
| 7     | Luxembourg | 0  | 0      | 1      | 1     |
| 7     | Canada     | 0  | 0      | 1      | 1     |
| Total | Total      | 4  | 4      | 6      | 14    |